# Домальди

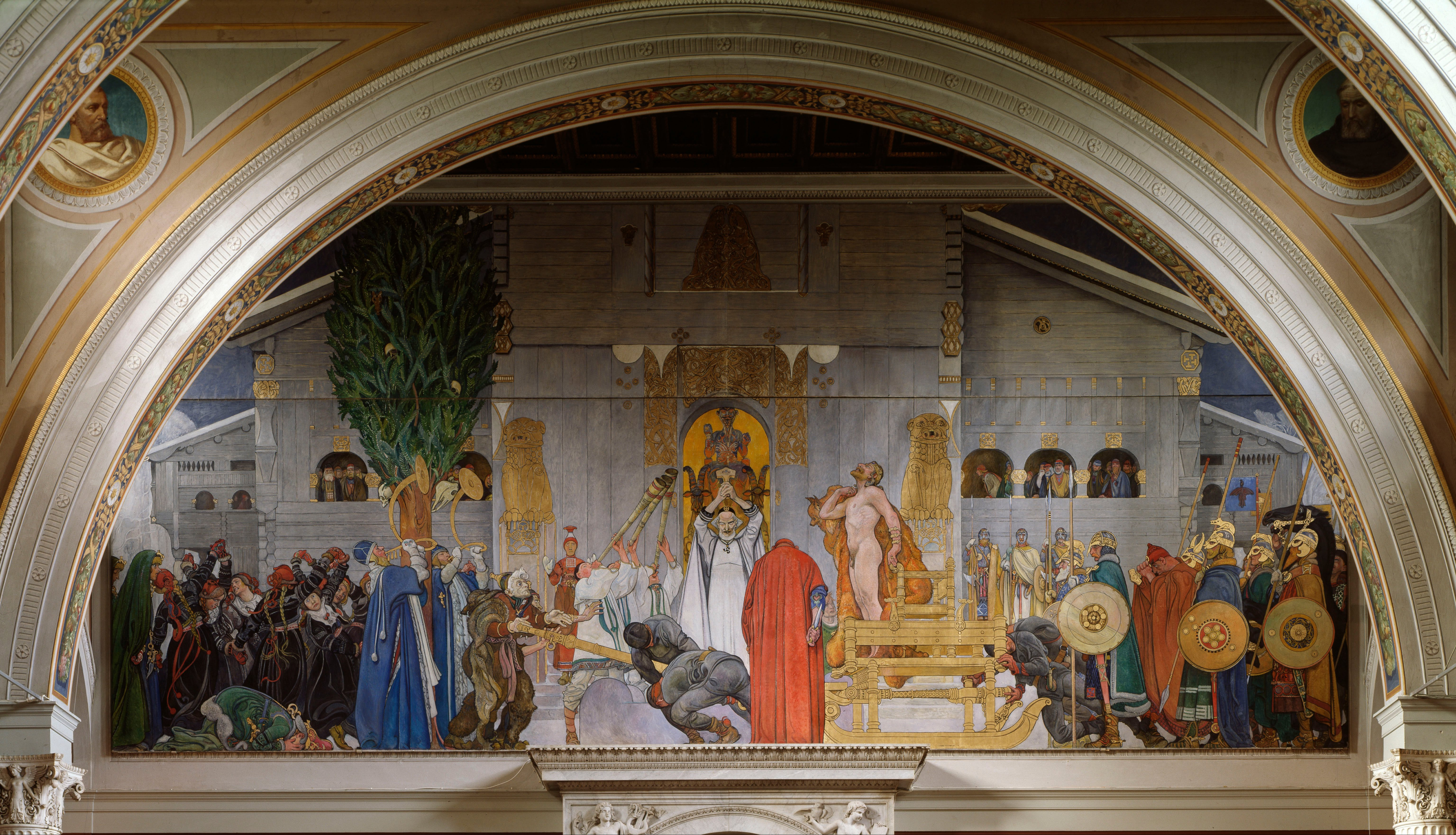
«Зимняя жертва» (1915) Карл Ларссон.

Домальди (исл. Domalde, Dómaldi или Dómaldr) — легендарный правитель свеев из династии Инглингов, персонаж «Круга Земного» Снорри Стурлусона.

## В средневековых источниках
Согласно «Саге об Инглингах», Домальди был сыном Висбура от второй жены. При нём в Швеции начались неурожаи и голод. Поскольку шведы не смогли умилостивить богов обычными жертвоприношениями, они решили, что во всём виноват их правитель. Они убили Домальди и обагрили алтарь его кровью.

В давние дни

Княжьей кровью

Воины поле

Окропили,

Рдяную сталь

От остылого тела

Ворога ютов

Несло войско,

Когда закланью

Домальди предал

Свейский род

Урожая ради.
— Сага об Инглингах XV.
Автор «Перечня Инглингов» применил, характеризуя Домальди, кеннинг «ворог ютов». Вероятно, Домальди воевал с ютами, но об этой войне ничего не известно.

## Мнения учёных
Основной сохранившийся источник, рассказывающий о Домальди, — «Круг земной» Снорри Стурлусона, сборник саг, составленный в XIII веке. Письменная традиция о ранних Инглингах возникла не раньше XII века, а потому она крайне ненадёжна. По выражению исследовательницы Гвинн Джонс, это скорее «мир легенд и сказок», чем мир истории.